# Farnham Royal
Farnham Royal è un villaggio e parrocchia civile dell'Inghilterra, appartenente alla contea del Buckinghamshire.